# Pusztai Liza
Pusztai Liza (Budapest, 2001. május 11. –) világbajnok, ifjúsági olimpiai bajnok  magyar kardvívó. A BVSC-Zugló versenyzője. A legfiatalabb magyar vívó, aki érmet tudott szerezni felnőtt világeseményen.

## Pályafutása
Pusztai Liza 2010-ben az Újpesti Tornaegylet színeiben kezdte sportpályafutását, majd 2012-ben edzőjével, Bódy Istvánnal átigazoltak a BVSC-be. 2016. február 29-én az újvidéki kadét Európa-bajnokságon női kard egyéniben aranyérmet szerzett, a döntőben honfitársát, Bérczy Dorottyát 15–9 arányban legyőzve. Négy nap múlva a Pusztai Liza, Bérczy Dorottya, Koós Gréta, Kern Bianka összeállításban vívó kardcsapat is aranyérmet szerzett a kontinensviadalon, a döntőben 45–31-re a franciákat legyőzve. A következő évben Pusztai megvédte címét a kadét Európa-bajnokságon, miután Plovdivban a hazai pályán vívó Joana Ilijevát győzte le 15–9-re. A juniorok mezőnyében ezüstérmet szerzett, miután ott kikapott a hazai pályán szereplő Szofia Pozdnyakovától 15-12-re. Teljesítményének köszönhetően a felnőtt válogatott keretébe is bekerült, és részt vehetett a 2017-es, Tbilisziben rendezett Európa-bajnokságon, ahol 16 évesen női kard egyéniben bronzérmet szerzett. Csapatban negyedik lett. A világbajnokságon a 32-ig jutott.
2017 októberében a lengyel Sosnowiec városában megrendezett junior Világkupán aranyérmet nyert.
2018-ban a junior-világbajnokságon bronzérmes lett,, a kadétok között pedig megvédte világbajnoki címét. A Buenos Airesben rendezett ifjúsági olimpián kard egyéniben és a vegyes csapattal aranyérmet szerzett. A decemberi országos bajnokságon kard egyéniben és csapatban is aranyérmet szerzett.
2019 januárjában a Budapesten megrendezett junior Világkupa-versenyen ismét aranyérmet nyert. Februárban a Foggiában rendezett junior-Európa-bajnokságon szintén aranyérmet szerzett. Márciusban az athéni felnőtt Világkupa-versenyen harmadik helyezést ért el, amivel a felnőttek világranglistáján a kilencedik helyre jött fel.
Áprilisban a lengyelországi junior-világbajnokságon a kardcsapat tagjaként szerzett aranyérmet. A júniusban Düsseldorfban rendezett Európa-bajnokságon a kardcsapattal ezüstérmet szerzett. A budapesti világbajnokságon egyéniben nem jutott be a legjobb 16 közé, a csapattal a legjobb nyolc között esett ki. A lengyelek elleni záróasszójában 13-1-es tusarányt ért el, de a negyeddöntőben ő sem tudta továbbjutáshoz segíteni a magyar együttest. A tokiói olimpián kard egyéniben a legjobb 8 közé jutásért kikapott a kínai Csien Csia-zsujtól. A csapatversenyben a 8. helyen zárt a magyar kardválogatott (Márton, Katona, Battai Sugár Katinka).
Az olimpia után Ravasz Etele lett az edzője. A 2022-es Európa-bajnokságon egyéniben 18., csapatban (Szűcs Luca, Battai, Katona) negyedik volt. A kairói világbajnokságon a kard csapat (Battai Sugár, Katona Renáta, Szűcs Luca) tagjaként a szakág első világbajnoki címét szerezte. A magyar csapat a döntőben 45-40-re győzte le a franciákat. A következő évi milánói világbajnokságon a Battai Sugár Katinka, Márton Anna, Szűcs Luca, Pusztai Liza összeállítású kardcsapat megvédte világbajnoki címét, a döntőben ezúttal is a franciákat legyőzve (45:38).
A 2024-es párizsi olimpián kard egyéniben, a nyolcaddöntőbe jutásért az olasz Michela Battiston ellen győzött 15–12-re, majd a legjobb 8 közé jutásért kikapott Márton Annától (15–7). A csapatversenyben a magyar csapat (Márton, Battai, Szűcs Luca) tagjaként a 6. helyen végzett.

### Eredményei
Magyar bajnokság
Kard egyéni
- aranyérmes: 2018, 2020
- ezüstérmes: 2024
- bronzérmes: 2019, 2021

Kard csapat
- aranyérmes: 2018, 2019, 2025
- ezüstérmes: 2020, 2021, 2024
- bronzérmes: 2022

## Sikerei, díjai
- Az év magyar vívója (2018,[35] 2020,[36] 2022[37])
- Zugló díszpolgára (2022)[38]